# Феодосий (Процюк)
Митрополи́т Феодо́сий (в миру Игорь Иванович Процюк; 7 января 1927, Топольно, Польская Республика — 28 мая 2016, Омск, Россия) — архиерей Русской православной церкви, митрополит Омский и Тарский (1986—2011).

## Биография
Родился 7 января 1927 года в селе Топольно (ныне в Волынской области) в семье диакона-псаломщика, впоследствии митрофорного протоиерея Иоанна Семёновича Процюка (1883—1967), священника кафедрального собора г. Полтава и настоятеля Крестовой церкви при архиерейском доме. Семья жила бедно. По воспоминаниям будущего епископа: «белый хлеб был у нас дома по праздникам, часто не могли заплатить налоги, в том числе и в консисторию, поэтому переезжали с места на место». Два брата Игоря Процюка тоже стали священниками.
Окончил начальную школу. В 1939 году поступил в 1-й класс Государственной им. Костюшки гимназии в Луцке.
В 1943 году окончил гимназию в Горохове. Сдал экзамен на псаломщика при пастырско-богословских курсах Почаевской Лавры и определён псаломщиком Дмитровской церкви местечка Дружкополя.
В 1944 году принят в юрисдикцию Московской Патриархии и определён иподиаконом Троицкого кафедрального собора Луцка.
24 марта 1945 года епископом Николаем (Чуфаровским) рукоположён во диакона, а 1 апреля — во священника.
С 1947 года — настоятель Троицкого собора местечка Берестечко Волынской области.
С 1949 года — настоятель церкви Рождества Богородицы в селе Кузьмино Красиловского района Хмельницкой области.
В 1951 году поступил в 3-й класс заочного сектора Ленинградской духовной семинарии. В 1952 году по окончании семинарии поступил в Ленинградскую духовную академию.
С 1955 года — настоятель Николаевского храма в Каменец-Подольске.
В 1956 году окончил Ленинградскую духовную академию и возведён в сан протоиерея.
В 1959 году получил степень кандидата богословия за сочинение «Святой Ефрем Сирин как экзегет Священного Писания Ветхого Завета».
В 1961 году назначен настоятелем Покровской церкви Каменец-Подольска и благочинным.
27 ноября 1962 года пострижен в монашество, а 28 ноября 1962 года возведён в сан архимандрита.

### Архиерейство
2 декабря 1962 года хиротонисан во епископа Черниговского и Нежинского. Чин хиротонии совершали: патриарх Московский и всея Руси Алексий I, католикос-патриарх всея Грузии Ефрем II, митрополит Ленинградский и Ладожский Пимен (Извеков) и архиепископ Ярославский и Ростовский Никодим (Ротов).
С 30 марта 1964 года — епископ Полтавский и Кременчугский.
7 октября 1967 года назначен епископом Черновицким и Буковинским.
С 2 февраля 1972 года — епископ Смоленский и Вяземский.
7 сентября 1977 года возведён в сан архиепископа.
В ноябре 1979 года удостоен учёной степени магистра богословия за диссертацию «Обновленческие движения в Православной Церкви на Украине с 1917 по 1943 год (по материалам Киевской, Харьковской и Полтавской епархий)». Издана в 2004 году обществом любителей церковной истории под названием «Обособленческие движения в Православной Церкви на Украине (1917—1943)».
С 9 по 20 октября 1980 года в составе паломнической группы Московского патриархата посетил Святую Гору Афон, в 1984 году (6—21 июля) с паломнической группой Русской Православной Церкви совершил поездку на Святую землю.

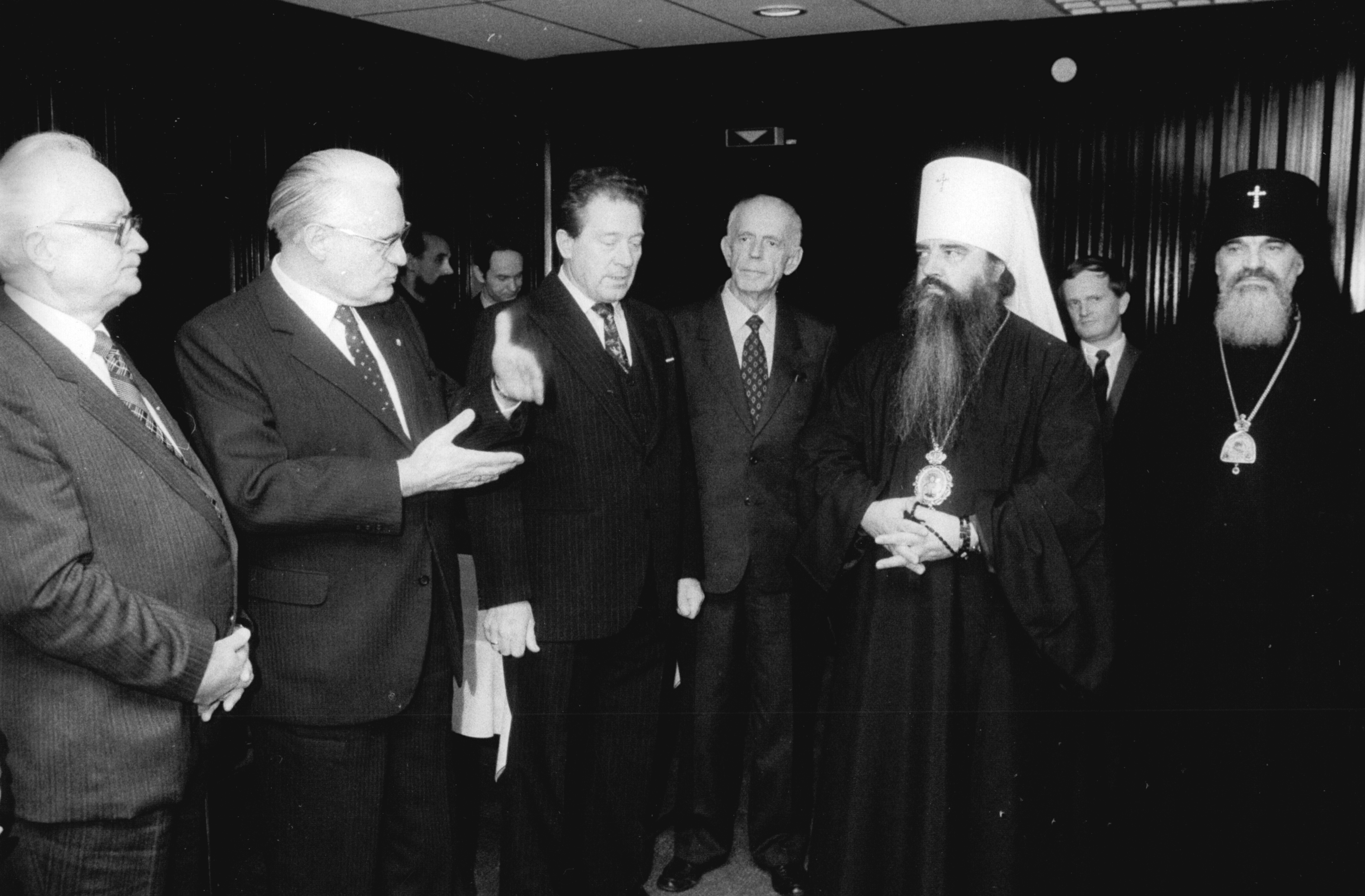
Архиепископ Феодосий (стоит справа), Берлин, 1985 год

26 декабря 1984 года назначен архиепископом Берлинским и Среднеевропейским, экзархом Средней Европы.
29 июля 1986 года освобождён от управления Среднеевропейской экзархатом и назначен архиепископом Омским и Тюменским. Вспоминал, что его «до глубины души тронуло искреннее, доброе отношение духовенства, мирян, которые в позднюю декабрьскую ночь встречали меня — приехавшего архиерея. И я тогда глубоко сожалел и каялся, что шесть месяцев оттягивал поездку, боялся Сибири». В епархии на этот момент было всего 13 приходов.
Определением Священного синода от 25 января 1990 года именован архиепископом Омским и Тарским.
23 февраля 1997 года возведён в сан митрополита.
На заседании 12—13 марта 2002 года, рассмотрев рапорт о почислении на покой, согласно Уставу Церкви и в связи с 75-летием со дня рождения, Священный синод постановил просить продолжить его архипастырское служение на Омской кафедре.
Решением Священного синода от 27 июля 2011 года почислен на покой с выражением благодарности «за многолетние труды по возрождению Омской епархии, выразившиеся в открытии и строительстве новых храмов и монастырей».
Умер 28 мая 2016 года в Омске. Похоронен в нижнем храме Ачаирского монастыря.

## Публикации
статьи
- Проповедь в неделю 6-ю по Пятидесятнице // Журнал Московской Патриархии. — 1965. — № 7.
- Проповедь в неделю 9-ю по Пятидесятнице // Журнал Московской Патриархии. — 1965. — № 9. — С. 30-32.
- Слово за пассией в неделю Крестопоклонную // Журнал Московской Патриархии. — 1966. — № 3. — С. 31-32.
- Проповедь на отдание Святой Пасхи // Журнал Московской Патриархии. — 1966. — № 6. — С. 40-42.
- Спасская церковь в Полтаве // Журнал Московской Патриархии. — 1966. — № 7. — С. 26-29.
- Поучения в день памяти Святителей Московских // Журнал Московской Патриархии. — 1966. — № 10. — С. 22-25.
- В неделю о Закхее // Журнал Московской Патриархии. — 1976. — № 2. — С. 29-31.
- На праздник иконы «Божией Матери Смоленской Одигитрии» // Журнал Московской Патриархии. — 1977. — № 8. — С. 67-69.
- Паломничество на святой Афон и к святыням Эллады // Журнал Московской Патриархии. — 1981. — № 5. — С. 15-20; Журнал Московской Патриархии. — 1981. — № 6. — С. 12-17.
- Освящение храма в честь Собора Смоленских святых // Журнал Московской Патриархии. — 1984. — № 10. — С. 5.
- Паломники Русской Православной церкви во Святой Земле // Журнал Московской Патриархии. — 1986. — № 2. — С. 14.
- От Пасхи первой и до шестидесятой. Из воспоминаний митрополита // Журнал Московской Патриархии. — 2005. — № 4. — С. 56-59.

книги
- Обособленческие движения в Православной церкви на Украине (1917—1943). — Москва : Изд-во Крутицкого подворья : О-во любителей церковной истории, 2004. — 635 с.
- В вере ли Вы? Житие и труды Священномученика Сильвестра, архиепископа Омского. — М.: «Воскресенье», 2006. — 607 с.
- Предстояние… Проповеди, уроки. — М.: «Воскресенье», 2007. — 320 с.

## Награды
Церковные:
- Орден святого равноапостольного великого князя Владимира I степ. (26 июля 1977 года) и II степ. (1963);
- Орден Святого Апостола Марка от Антиохийской церкви (1979);
- Орден преподобного Сергия Радонежского II степ. (2 декабря 1987 года) и III степ. (11 января 1980 года);
- Орден святого благоверного князя Даниила Московского II степ. (1992);
- Орден Святителя Иннокентия, митрополита Московского и Коломенского II степ. (7 января 2002 года);
- Орден преподобного Серафима Саровского II степ. (2007)[5]
- Орден преподобного Сергия Радонежского I степ. (2010)[6]
- Орден Святого Креста и Гроба Господня от Иерусалимской православной церкви (1983);
- Орден Святой Марии Магдалины от Польской православной церкви;
- Крест благоверного Франциска Годура от Старокатолической церкви (1984);
- Крест Ордена Святителя Николая Архиепископа Мирликийского Чудотворца от Благотворительного Фонда Святителя Николая Чудотворца (10 марта 2005 года);
- Медаль Святого Димитрия от Элладской православной церкви.

Светские:
- Орден Почёта (28 декабря 2000 года) — за большой вклад в укрепление гражданского мира и возрождение духовно-нравственных традиций[7]
- Золотая медаль Советского Фонда Мира (17 марта 1984 года);
- Медаль «За укрепление уголовно-исполнительной системы», юбилейная, в честь «120-летия уголовно-исправительной системы России» (2003);
- Медаль «За заслуги в проведении Всероссийской переписи населения» (29 октября 2003 года);
- Юбилейная медаль «60 лет Победы в Великой Отечественной войне 1941—1945 гг.» (2005);
- Медаль Омского командного речного училища им. В. И. Евдокимова «За заслуги перед училищем» (2005);
- Медаль «Алексий человек Божий» Союза казаков России (2006);
- Золотая медаль «За особые заслуги перед Омской областью» (2007);
- Знак «Отличник пограничных войск» (2001);
- Нагрудный знак госкомитета России «За заслуги в проведении Всероссийской переписи населения» (17 сентября 2003 года);
- Юбилейный памятный крест в память Чернобыльской трагедии от Омской организации «Союз Чернобыль» (2006);
- «Янтарный крест» от Российской Академии искусствознания и музыкального исполнительства (2006).